# Dyssypacja
Dyssypacja (dysypacja) energii, rozpraszanie energii – przekształcanie energii uporządkowanego ruchu makroskopowego w energię chaotycznie rozłożoną na wiele stopni swobody, najczęściej – energię ruchów termicznych cząstek.
W fizyce dyssypacja  zawiera koncepcję układu dynamicznego, w którym znaczące zjawiska mechaniczne, jak fale czy oscylacje, zatracają energię wraz z upływem czasu z powodu tarcia lub turbulencji. Tracona energia przekształca się np. w ciepło, przez co podnosi temperaturę układu. Takie układy noszą nazwę układów dyssypacyjnych.
Na przykład o fali, której amplituda zmniejsza się, mówi się, że dyssypuje. Dokładny obraz efektów zależy od natury fali: przykładowo fale atmosferyczne mogą dyssypować blisko powierzchni z powodu tarcia o powierzchnię ziemi, a na większych wysokościach w wyniku radiacyjnego oziębiania.